# Ricardo Bussi
Ricardo Argentino Bussi (Kansas City, Estados Unidos; 24 de abril de 1964) es un abogado y político conservador argentino nacido en Estados Unidos. Desde el 2001 preside el partido político tucumano Fuerza Republicana. Se desempeña como legislador de la provincia de Tucumán.

## Biografía
Ricardo Argentino Bussi nació en Kansas City, Estados Unidos el 24 de abril de 1964. Es hijo del militar Antonio Domingo Bussi. Se recibió de abogado en la Universidad de Belgrano de la Ciudad Autónoma de Buenos Aires. Ejerció forma privada desde 1988 y hasta 1997, estuvo al frente de su estudio jurídico en la Ciudad de Buenos Aires.Es divorciado, tiene tres hermanos y es padre de tres hijas.
En 1998, ante una denuncia por una cuenta no declarada en Suiza,  defendió a su padre diciendo que la situación acomodada que tenía la familia era producto de sus esfuerzos.
Con motivo de su elección como Senador Nacional por la provincia de Tucumán, en 2003, se declaró en contra de la detención  de su padre, quien en 2008  fue condenado a prisión perpetua e inhabilitación permanente por crímenes de lesa humanidad.
En septiembre de 2017 en el 2° Ciclo de Liderazgo y Política organizado por la Universidad Santo Tomás de Aquino manifestó su postura sobre la educación: "¿Para qué quiere una chica de La Cocha saber matemáticas, si ella va a trabajar la tierra? (...) Y sí es así. Especializar la educación quiere decir esforzarnos en insertar a los alumnos en el mercado laboral, porque de nada sirve tener un científico si después no tiene laburo. Tiene que ser práctica la educación; orientarla de acuerdo a las posibilidades... ¿de qué le sirve a un científico manejar un taxi?".
Para las elecciones a la gobernación del 2023, se expresó a favor de la libre y legal portación de armas, además de alentar a la ciudadanía a defenderse de los delincuentes.

## Carrera política
Sus comienzos en política fueron en el año 1987 cuando, viviendo en Buenos Aires, viajó junto a su padre a Tucumán frente a los procesos legales que éste afrontaba como parte las causas por delitos de lesa humanidad a militares iniciadas con el juicio a las juntas. Ese mismo año Antonio Domingo Bussi se presentó como candidato a gobernador, en compañía de su padre, iniciaron una carrera política que llevaría a su partido Fuerza Republicana a la gobernación de Tucumán en 1995. Como antecedente, Ricardo Bussi ha declarado que antes de esto, en Buenos Aires, ya militaba en del Partido Demócrata Progresista de Santa Fe.
Desde 1987 hasta 1995 fue asesor de varios senadores en varias oportunidades en el Congreso de la Nación Argentina.  En 1995 fue nombrado secretario privado de su padre que oficiaba de gobernador de la provincia de Tucumán.
Para las elecciones legislativas de 1997 Ricardo Bussi logra hacerse de una banca como Diputado Nacional, sacando 241.343 votos equivalentes al 42.77% del padrón provincial. 
En las elecciones legislativas del 2001 renueva su banca de diputado, con el 20.95% de los votos tucumanos. Ese mismo año se hace cargo de la presidencia de su partido.
En el año 2003 Fuerza Republicana obtiene las dos bancas al Senado de la Nación,  por lo que Ricardo decide renunciar a su banca de diputado el 9 de diciembre para asumir como senador. En 2015 un juez tucumano solicitó a la Legislatura provincial el desafuero parlamentario de Ricardo Bussi, denunciado por abuso por parte de una joven colaboradora de su partido, Fuerza Republicana
Cuando su padre Antonio Bussi es detenido. Esta situación llevó a Ricardo a renunciar a su banca de Senador Nacional para recorrer la provincia desde la banca de legislador provincial que obtuvo en el año 2007 y que dejó en el 2015 cuando fue elegido como Concejal de la capital tucumana.
Fue candidato a la máxima autoridad provincial como gobernador en seis oportunidades: 1999, 2003, 2007, 2011, 2015. 
Para las elecciones del 2023 selló un acuerdo con el dirigente nacional Javier Milei, de manera que compitió en dichas elecciones nuevamente para la gobernación, y luego para diputado nacional. Siendo electo para dicho cargo nacional para desempeñar en el periodo 2023-2027.

## Controversias

### Supuesta extorsión a legisladores tucumanos
En 1997 durante el gobierno de Bussi, en el medio de un pedido de juicio político al entonces ministro de Asuntos Sociales de la provincia Carlos Octavio Quijano, diferentes legisladores de la oposición denunciaron grabaciones secretas y presiones a modo de extorsión a legisladores de la oposición por parte de algunos funcionarios del gobierno de Antonio Domingo Bussi, entre ellos, su hijo Ricardo.
Al respecto el legislador Alfredo Neme (UCR) expresó "En Tucumán se intenta estructurar un estado policial para encubrir al gobierno de Bussi y silenciar con amenazas a la oposición para que no denuncie los actos de corrupción", mientras que la titular de la Comisión de Juicio Político de la Legislatura tucumana, la justicialista Malvina Seguí, dijo que "el gobierno de Bussi pretende conseguir impunidad casi a punta de pistola".

### Denuncia por abuso sexual
El 11 de junio de 2020 fue denunciado por abuso sexual por una de sus asesoras.Salvador Iovane, el abogado de la denunciante, describió que el accionar de Bussi “fue obligar al encubrimiento de un hecho de corrupción, además de amenazas previas y posteriores al abuso”. Por otra parte precisó que los hechos denunciados "se habrían sucedido en el despacho del legislador" Por los vaivenes judiciales de la causa y su nulo avance en el poder judicial, la causa cuenta además con denuncia ante la Corte Suprema de Justicia de la Nación por encubrimiento por parte de la justicia de Tucumán.

## Historial electoral
|  | 42.77 % |

|  | 35.77 % |

|  | 20.95 % |

|  | 33.79 % |

|  | 20 % |

|  | 5.28 % |

|  | 3.23 % |

|  | 3.26 % |

|  | 13.78 % |

|  | 4.17 % |

|  | 26.30 % |

|  | 30.34 % |